# Julius Frey
Julius Frey (Stuttgart, 25 oktober 1881 - aldaar, 28 augustus 1960) was een Duits zwemmer.
Julius Frey nam eenmaal deel aan de Olympische Spelen; in 1900. In 1900 maakte hij deel uit van het Duitse team dat goud wist te veroveren op het onderdeel 4x200 m vrije slag. Hij nam tevens deel aan het onderdeel 200 meter vrije slag, en eindigde als achtste.
Frey speelde voor de club Deutscher Schwimm-Verband Berlin.
Julius Frey · 
Max Hainle · 
Ernst Hoppenberg · 
Herbert von Petersdorff · 
Max Schöne